# كتلة ذرية

ذرة ليثيوم وتتكون من نواة تحتوي على 3 بروتونات و4 نيوترونات، وتوجد 3 إلكترونات تلف حولها في مدارات. عدد البروتونات يحدد نوع العنصر، ومجموع البروتونات والنيوترونات يحدد نظير العنصر. (الإلكترون أخف من كل منهما نحو 1840 مرة).

الكتلة الذرية من خصائص كلّ نظير لعنصر كيميائي (و تسمى أيضاً الكتلة الذرية النسبية أو الوزن الذري) وهي كتلة ذرة واحدة للنظير معبرة عنه بوحدة وحدة كتل ذرية (واختصارها بالعربية:  و.ك.ذ.) ويرمز لها u 
في الكيمياء هي وزن 1 مول من العنصر بالجرام؛ فمثلا الكربون-12 له كتلة ذرية تساوى 12، إذ أن 1 مول منه يزن 12 غرام. ولا يوجد أي نظير له كتلة على هيئة عدد صحيح غير الكربون-12، نظرا لتأثير طاقة الترابط بين البروتونات والنيوترونات في نواة الذرة.
اختيرت وحدة الكتلة الذرية u على أن تكون 12/1 من كتلة الكربون-12، الكربون-12 هو المرجع المعياري لجميع العناصر (والنظائر). أي أن الكتلة الذرية للكربون-12 هي 12 u، كما يمكن التعبير عن وحدة الكتلة الذرية u بالغرام فهي تساوي 1.998467052×10−26 كيلوغرام.
الكتلة الذرية Atomic Weight: هو مجموع البروتونات والنيوترونات في نواة العنصر. 
الموارد الطبيعية للمواد تبين أن معظم العناصر توجد كخليط من نظائر العنصر، فمثلا الأكسجين وفي نواته الذرية 8 بروتونات. ويوجد منه الأكسجين-16 وفي نواته 8 نيوترونات إلى جانب ال 8 بروتونات؛ ويوجد النظير الاكسجين-17 حيث في نواته 9 نيوترونات، ويوجد الأكسجين-18 وفي نواته 10 نيوترونات. ونسب النظائر ليست متساوية، لهذا لا تكون الكتلة الذرية لعنصر ما عبارة عن عدد صحيح، وانما تكون غالبا أعدادا كسرية (انظر جدول بعض العناصر اسفله).
والانحرافات التي توجد بين الكتلة الذرية وعدد الكتلة هي كالتالي: يبدأ الانحراف موجب في الهيدروجين-1، ويصبح سالب عند الوصول إلى الحديد-56، ويزيد مرة أخرى ليكون موجب في النظائر الأثقل، بزيادة العدد الذري. وهذا يتطابق مع الآتى: الأنشطار النووى للعناصر الأثقل من الحديد ينتج طاقة، وانشطار أي عنصر أخف من الحديد يحتاج طاقة. والعكس صحيح في تفاعلات الانصهار النووى - الانصهار في العناصر الأخف من الحديد ينتج طاقة، والانصهار في العناصر الأثقل من الحديد يتطلب طاقة.
فكما هو موضح بالجدول الدوري فإن الكتلة الذرية المذكورة فيه هي متوسط الكتلة الذرية لكل النظائر الموجودة في العنصر؛ وهذا المتوسط تم قياسه بتواجد نظائر العنصر في الطبيعة فالعنصر يحتوي غالبا على عدة نظائر يختلف فيها عدد النيوترونات (عدد البروتونات في نواة العنصر ثابت، أي ثابت في جميع نظائره؛ بينما تختلف نظائر العنصر عن بعضها البعض بتغير في عدد النيوترونات). وهذه الكتلة الذرية تستخدم في الدراسات الكيميائية الكمية، عندما نزن مثلا كمية 3 غرام من عنصر كالصوديوم أو الكالسيوم. نستخدم هذا للتعبير عن الكتلة بالجرامات لمول واحد من العنصر من ذرات العنصر، وغالبا ما يرجع إليها على أنها جرام الكتلة الذري أو الكتلة المولية.
المصطلح وزن ذري تم استبداله بالكتلة الذرية النسبية في معظم الاستخدامات الحالية. المصطلح الوزن الذري القياسي (يستخدمه IUPAC حاليا) ويرجع لمتوسط الكتلة الذرية النسبية للعنصر.
ويوجد تعريف اخر يطبق على الجزيئات ويسمى الكتلة الجزيئية. ويمكن حساب الكتلة الجزيئية لمركب عن طريق جمع الكتل الذرية للذرات المكونة له مضروبا في نسبة العناصر الموجودة في المعادلة الكيميائية. كما يمكن أيضا حساب كتلة المعادلة للمركبات التي لا تكون جزيئات.
يوجد مقارنة مباشرة وقياسات لكتل الذرات والجزيئات مع مطياف الكتلة.
يحتوى مول واحد من المادة على الكتلة الذرية أو الجزيئية للمادة معبرا عنها بالجرامات. فمثلا الكتلة الذرية للحديد 55.847 (من دون كتابة الوحدة u)، وعلى هذا فإن مول واحد من الحديد له كتلة 55.847 جرام.

## تاريخ الكتلة الذرية
قبل الستينيات كان يتم التعبير عن نظير الأكسجين-16 على أن له «كتلة ذرية» 16، مع العلم بأنه يوجد نسب صغيرة لكل من أكسجين-17 وأكسجين-18 في الأكسجين العادي، والذي تم استخدامه أيضا لحساب الكتلة الذرية مما أدى لوجود جدولين مختلفين للكتلة الذرية.
ولاحقا استخدم الكيميائيون والفيزيائيون جدولين مختلفين للكتلة الذرية. استخدم الكيميائيون الجدول المبنى على أساس الخليط المكون لنظائر الأكسجين المذكورة اعلاه، بينما استخدم الفيزيائيون في البدء الأكسجين-16 ويتعاملون معه على حدة على أساس أن نواته تتكون من 8 بروتون و8 نيوترون، وبعد ذلك أصبح الفيزيائيون يتعاملون مع الأكسجين-16 والأكسجين-17 والاكسجين-18 كل على حدة. وقد تم توحيد القياس بعد ذلك باستخدام الكربون-12 12C كمرجع للمعايرة للاستجابة احتياجات الكيميائيين. وقد قابل ذلك أيضا احتياجات الفيزيائيين على أساس أن الكربون يتكون تفريبا من نظير واحد نقى (الكربون-12)، كما أنه كان قريبا أيضا من حسابات الكيميائيين. في العادة يتعامل الكيميائي مع العنصر كما يوجد في الطبيعة (كمخلوط من عدة نظائر) تشترك جميعها في خواصها الكيميائية؛ أما الفزيائيون فهم يهتمون بدراسة كل نظير على حدة، لأن خواصها الطبيعية تختلف.
بعد فترة اكتشف الفيزيائيون أن للكربون نظير، وهو الكربون-14 ولكنه قليل جدا [بحيث يمكن اهماله في التعامل الكيميائي]. ويستخدم الفيزيائيون الكربون-14 بقياس كمياته في الأخشاب القديمة لتحديد عمرها (تأريخ بالكربون المشع).
يبين الجدول التالي الكتل الذرية النسبية لبعض العناصر (أي الأوزان الذرية) طبقا لكتلة المعايرة:
| العنصر | بالنسبة لـ | بالنسبة لـ | بالنسبة لـ | بالنسبة لـ |
| العنصر | natH = 1   | natO = 16  | 16O = 16   | 12C = 12   |
| ------ | ---------- | ---------- | ---------- | ---------- |
| natH   | 01,000     | 01,008     | 01,008     | 01,008     |
| natCl  | 35,175     | 35,457     | 35,464     | 35,453     |
| natO   | 15,872     | 16,000     | 16,004     | 15,999     |
| natN   | 13,896     | 14,008     | 14,011     | 14,007     |
| natC   | 11,916     | 12,011     | 12,015     | 12,011     |
إلى اليمين الكتل الذرية للعناصر (بخلطة نظائر كل منها كما توجد طبيعيا (nat)، وإلى اليسار الكتل الذرية بالنسبة لمعايرتها بالكربون-12.
و نظرا لأن الكيميائي يتعامل مع المواد بالوزن بالجرام أو وحدة مول فنستطيع اختصار الجدول أعلاه كالآتي:
| natH  | 01,008 جرام |
| natCl | 35,453 جرام |
| natO  | 15,999 جرام |
| natN  | 14,007 جرام |
| natC  | 12,011 جرام |

## العلاقة بين الكتلة الذرية والكتلة الجزيئية
يطبق نفس التعريف على تعريف الكتلة الجزيئية. فيمكن حساب الكتلة الجزيئية عن طريق جمع الكتل الذرية للعناصر المكونة للجزيء.
كما يمكن تعيين الكتلة المولية لمركب ما عن طريق جمع الكتل الذرية النسبية لجميع العناصر المكونة للمركب الكيميائي كما تعطيه صيغته الكيميائية.
في كل حالة من تلك الحالتين يجب اتخاذ عدد الذرات الموجودة في المركب في الاعتبار.

### مثال
الكتلة الجزيئية (أو كتلة مولية) لملح الطعام (كلوريد الصوديوم):
بتطبيق الكتل الذرية المذكورة في الجدول السابق للكلور 35.453 والصوديوم 22.989، نحصل على الكتلة الجزيئية لكلوريد الصوديوم M
u:
M(NaCl) = [22.989 + 35.453] × 1g/mol = 58.443  g/mol

### الكتلة المولية للمركبلاكتوز
أيضا بتطبيق الكتل الذرية المذكورة في الجدول أعلاه:
M(C
12H
22O
11) = ([12 × 12.0107] + [22 × 1.007 94] + [11 × 15.9994]) × 1 g/mol = 342.297 g/mol.

## معامل التحويل بين الكتلة الذرية والكتلة المولية
يعتمد الكيميائيون في تعيين كمية مادة معمليا على وحدة مول ورمزها mol)، وهي تعرف بأنها كمية المادة الكونة من عدد كبير جدا من الذرات، فمثلا يوجد في 12 غرام من نظير الكربون-12 عدد 6.022 × 1023 من الذرات. فإن عدد الذرات في 1 مول من العنصر يبلغ 6.022 × 1023 ذرة، ويسمى هذا العدد عدد أفوجادرو، وهو ينطبق على جميع المواد والعناصر.
إن كمية 1 مول من المادة تحتوي باستمرار على الكتلة المولية أو كتلة ذرية قياسية للمادة؛ وقد يتفق هذا بالتمام مع الكتلة الذرية وهذ يعتمد على: هل العنصر يوجد في الطبيعة في هيئة نظير واحد أم أنه طبيعيا خليط من عدة نظائر. فمثلا الكتلة الذرية القياسية للحديد هي 55.847 g/mol, وبهذا يكون 1 مول من الحديد كما نجده في الطبيعة (كمخلوط نظائر حديد) تبلغ كتلته 55.847 غرام.
ولكن توجد 22 عنصر ذات نظير واحد، مثل الفلور، والصوديوم، والألمونيوم والفسفور ولهذا فإن الكتلة الذرية القياسية لأي من تلك العناصر تكون مساوية لـ كتلته الذرية.
المعادلة التي نحول بها وحدة كتل ذرية u إلى الكتلة بالغرام لذرة واحدة، هي:
{\displaystyle 1\ {\rm {u}}={M_{\rm {u}} \over N_{\rm {A}}}\ ={{1\ {\rm {g/mol}}} \over N_{\rm {A}}}}
حيث {\displaystyle M_{\rm {u}}} ثابت الكتلة المولية و{\displaystyle N_{\rm {A}}} هو عدد أفوجادرو.

## اقرأ أيضاً
- عدد الكتلة
- الجدول الدوري
- نظير
- كتلة مولية

## وصلات خارجية
- الكتلة الذرية لكل النظائر